# Rambo (kniha)
Rambo (s podtitulem První krev, anglický titul je First Blood) je román kanadského spisovatele Davida Morrella z roku 1972. Dílo se stalo bestsellerem a přivedlo na scénu literární postavu jménem John Rambo, která se stala jedním z pěti nejznámějších literárních charakterů 20. století (vedle Sherlocka Holmese, Tarzana, Jamese Bonda a Harryho Pottera). Rambo jakožto vietnamský válečný veterán se 6 měsíců po návratu do vlasti potuluje a následně se střetává s policejním šerifem Willem Teaslem, který se mu snaží vnutit svou vůli. Vznikne konflikt, který se záhy překlopí do osobní roviny, kdy oba muži touží po eliminaci toho druhého. V románu je dějová linie proložena retrospektivami z prostředí Vietnamu.
Česky knihu vydalo roku 1991 nakladatelství Riosport - Press Praha, je rozdělena do tří částí. V roce 2002 příběh vyšel česky společně s druhým a třetím dílem v souhrnném vydání 3× Rambo (nakladatelství Alpress).
Román byl zfilmován roku 1982 režisérem Tedem Kotcheffem, Johna Ramba hrál Sylvester Stallone.

## Postavy
- John Rambo - hlavní postava, veterán z vietnamské války
- Wilfred „Will“ Logan Teasle - policejní šerif v Madisonu v Kentucky
- Orval Kellerman - psovod a nejlepší přítel Teaslova otce, který se stal po jeho smrti de facto náhradním otcem Willa Teasla
- Bea Kellermanová - manželka Orvala
- Anna Teaslová - manželka Wilfreda Teasla, která se od něj odstěhovala
- Ward - policista
- Galt - policista
- Shingleton - policista
- Preston - policista
- Harris - policista
- Lester - policista
- Balford - policista
- Mitch - policista
- Dobzyn - soudce
- Kern - kapitán státní policie
- Sam Trautman - velitel speciálních jednotek, které Johna Ramba vycvičily

## Děj
John Rambo, veterán z vietnamské války, stopuje v Madisonu v Kentucky a zastaví mu místní policejní šerif Will Teasle, který jej považuje za potížistu a vyveze jej za hranice města. Nechce, aby se mu John potuloval po městě. Když se Rambo opakovaně do města vrací, Teasle jej nakonec zadrží a odveze na policejní stanici. Je obviněn z potulky a kladení odporu při zatýkání a odsouzen na 35 dní vězení. Uvnitř malé a vlhké cely se Rambovi vrací vzpomínky na uvěznění v zajateckém táboře ve Vietnamu. Když se ho muži zákona snaží násilím ostříhat a oholit břitvou, zadržený se vzepře, jednoho policistu zabije, druhého těžce zraní a vyběhne nahý ven. Na motocyklu poté uprchne a ukryje se v nedalekých horách. Stane se terčem pronásledování Teaslových mužů.
Rambo využívá svých bohatých zkušeností z těžkých válečných bojů a aplikuje partyzánskou taktiku, která má na svědomí smrt osob, které stojí proti němu. V horách potká zálesáka, který mu věnuje pušku, střelivo, oblečení a jídlo. Má před svými pronásledovateli malý náskok, ale nemůže se dlouho zdržovat. Teasle využil služeb Orvala Kellermana, psovoda a muže, který mu po smrti jeho otce byl de facto náhradním rodičem. Do pátrání je nasazena i helikoptéra a Rambo má namále, když jej stroj najde. Podaří se mu zasáhnout střelce, jehož mozek se rozprskne po kokpitu. Pilot je v šoku a Rambovi se podaří zastřelit i jeho. Od této chvíle se situace obrátí a ze štvaného muže se stává lovec. Teasle se se svými muži dostane do pasti, uvízne na skalní římse. John zastřelí psy i Orvala, jeden z policistů je stržen ze skály dolů. Muži si uvědomí, v jak nevýhodné situace se ocitli. Navíc jim z vysílačky státní policie ohlásí, že kvůli špatnému počasí se k nim brzy nedostane. Také jim sdělí, že proti sobě mají člena speciálních jednotek, cvičeného zabijáka. Tato informace natolik podryje morálku několika nepříliš zkušených policistů, že se rozhodnou utéci. Rambo nakonec jednoho po druhém zlikviduje, uniknout se podaří pouze Teaslovi, který je zachráněn na silnici. Do akce jsou nyní povoláni policisté, členové Národní gardy (rezervní složka americké armády) a účastní se také ozbrojení civilisté, kteří jsou rádi při podobných pátráních. Rambo má plán dostat se přes hranici do Mexika. Teď se situace opět obrací, je to on, kdo se musí skrývat. Jako úkrytu využije jednoho starého dolu, poblíž něhož se nakonec prozradí. Už se hodlá vzdát, ale když ucítí průvan (který mu dá naději, že zde existuje východ, jímž by mohl uniknout), rozhodne se pokračovat v odporu. A skutečně, nalezne nehlídaný východ z jeskyní, nenápadně proklouzne k silnici, kde ukradne policejní vůz a odjíždí do Madisonu. Hodlá město zplundrovat. Vyhodí do vzduchu benzinku, podpálí policejní stanici a budovu soudu.
V závěru se Teasle a Rambo střetávají doslova v duelu. Teasle využije znalosti prostředí a podaří se mu postřelit soka. Sám je však střelen do žaludku. Snaží se nadále pronásledovat Ramba, který se pokouší utéci z města. Oba muži jsou vážně raněni, zároveň je však každý z nich přesvědčen o správnosti svého chování, které si ospravedlňují. Rambo si najde úkryt a chce spáchat sebevraždu za pomoci dynamitu, ale když spatří v odlesku ohně nepolevujícího Teasla sledujícího jeho stopy, usoudí, že bude čestnější pokračovat v boji a zemřít v protipalbě. Podaří se mu Teasla opět zasáhnout, ale je natolik oslabený, že jej už nedokáže dorazit. Teasle umírá a necítí žádnou bolest. Je vyrovnaný. Přistoupí k němu Trautman a informuje jej, že Ramba osobně zastřelil, než aby měl strávit zbytek života ve vězení. Šerif města Madison s ním souhlasí, necítí už nenávist. Je to poslední myšlenka jeho života.
| „                                   | Musel se postavit každému, kdo ho k něčemu nutil. Nešlo o problém etický, ale osobní, emocionální. Zabil spoustu lidí. Mohl předpokládat, že museli zemřít, protože všichni byli součástí čehosi, co ho k něčemu nutilo. | “ |
| — David Morrell - Rambo: První krev | |   |

## Vznik
Autor poznamenává, že se inspiroval zkušenostmi svých studentů, kteří bojovali ve Vietnamu. Dalším zdrojem inspirace byl román Rogue Male (1939) britského mistra thrilleru Geoffreyho Householda. Jméno protagonisty vzniklo podle odrůdy jablek (Rambo), tato jablka Morrellova manželka donesla domů právě v době, kdy hledal vhodné jméno pro hlavního hrdinu.

## Filmová adaptace
- Rambo: První krev – akční film USA, režie Ted Kotcheff, hrají Sylvester Stallone, Richard Crenna, Brian Dennehy, Bill McKinney, Jack Starrett, Chris Mulkey, David Caruso, Bruce Greenwood, Gery Hetherington.[2] Závěr filmu je odlišný od knižní předlohy.